# Roger Gautier
Roger René Gautier (* 11. Juli 1922 in Paris; † 1. März 2011 ebenda) war ein französischer Ruderer. Er gewann eine Silbermedaille bei den Olympischen Spielen 1952.

## Sportliche Karriere
Roger Gautier ruderte für den Verein Union sportive métropolitaine des transports in Paris.
Bei den Olympischen Spielen 1952 in Helsinki ruderten Pierre Blondiaux, Jean-Jacques Guissart, Marc Bouissou und Roger Gautier im französischen Vierer. Die Franzosen qualifizierten sich mit Siegen in Vorlauf und Halbfinale für das Finale. Im Finale siegten die Jugoslawen mit fast drei Sekunden Vorsprung vor den Franzosen, die ihrerseits über vier Sekunden Vorsprung auf die drittplatzierten Finnen hatten.
1953 bei den Europameisterschaften in Kopenhagen saßen Blondiaux, Guissart, Bouissou und Gautier im französischen Achter und gewannen die Bronzemedaille hinter den Booten aus der Sowjetunion und aus Dänemark.